# Arrest Beklamel
Het arrest Beklamel (HR 6 oktober 1989, ECLI:NL:HR:1989:AB9521, NJ 1990, 286.) is een arrest van de Nederlandse Hoge Raad dat betrekking heeft op (externe) bestuurdersaansprakelijkheid.

## Casus
Klaas is directeur en enig aandeelhouder van Beklamel BV. Voorjaar 1981 heeft Stimulan een voor veevoer bestemde afgekeurde partij babyvoeding verkocht aan Beklamel. Deze partij is niet betaald. Juni 1981 is de partij doorverkocht aan Verveka, die zich kon beroepen op compensatie, zodat deze verkoop niet resulteerde in een betaling in geld aan Beklamel.
December 1981 is conservatoir beslag gelegd onder Klaas. April 1982 is Beklamel failliet verklaard. Stimulan stelt Klaas persoonlijk aansprakelijk en vordert:
- betaling door Klaas van hetgeen Beklamel aan haar verschuldigd is (f 71.535),
- vanwaardeverklaring van het beslag.

## Procesgang
Een tussenvonnis van de rechtbank is in hoger beroep door het gerechtshof bekrachtigd. Het cassatieberoep tegen dat arrest is door de Hoge Raad verworpen.

## Hoge Raad
Het gaat om de vraag of Klaas bij het aangaan van de overeenkomst als directeur van Beklamel wist of redelijkerwijze behoorde te begrijpen dat Beklamel niet, of niet binnen een redelijke termijn, aan haar verplichtingen zou kunnen voldoen en geen verhaal zou bieden voor de schade die Stimulan ten gevolge van die wanprestatie zou lijden. Dit is een juiste maatstaf voor een geval als het onderhavige. De Hoge Raad overwoog:

3.1

Stimulan heeft (...) aan haar vordering in de eerste plaats ten grondslag gelegd dat Klaas persoonlijk aansprakelijk is voor de door haar (...) geleden schade daar deze veroorzaakt is door zijn onrechtmatig handelen, hierin bestaande dat hij als directeur van Beklamel de onderhavige goederen van Stimulan heeft gekocht, terwijl hij moet hebben geweten dat Beklamel haar verplichtingen uit hoofde van die koopovereenkomst niet kon nakomen.

3.2

Wat die grondslag betreft, heeft het hof (...) overwogen dat het gaat om de vraag
"of Klaas bij het aangaan van de overeenkomst als directeur van Beklamel wist of er niet aan behoefde te twijfelen, dat Beklamel niet, of niet binnen een redelijke termijn, aan haar verplichtingen zou kunnen voldoen en geen verhaal zou bieden voor de schade die Stimulan ten gevolgde van die wanprestatie zou lijden".

Blijkens r.o. 13 heeft het hof met de zinsnede "er niet aan behoefde te twijfelen" bedoeld:
"redelijkerwijze behoorde te begrijpen".

Aldus heeft het hof de voor een geval als het onderhavige juiste maatstaf aangelegd.
Onderdeel 1 van het [cassatie]middel faalt derhalve.

## Tot besluit
In de noot onder het arrest wordt benadrukt, dat de Hoge Raad geen consequenties wil verbinden aan het gegeven dat Klaas ook enig aandeelhouder van Beklamel was.

## Relevantie
Dit arrest is de basis van de "Beklamel-regel": een benadeelde schuldeiser van een kapitaalvennootschap kan een bestuurder van die vennootschap in privé aanspreken op grond van onrechtmatige daad indien de bestuurder ten tijde van het aangaan van de transactie al wist of moest weten dat de vennootschap de transactie niet kon nakomen en geen verhaal zou bieden voor de door die wanprestatie veroorzaakte schade.